# Équipe de Suisse de football en 1950
Cet article présente les résultats de l'équipe de Suisse de football lors de l'année 1950. En juin, lors de la Coupe du monde 1950, elle rencontre pour la première fois les équipes du Brésil et du Mexique. C'est d'ailleurs la première fois qu'elle dispute un match hors d'Europe.

## Bilan
|           | Nombre de matchs | Victoires | Défaites | Matchs nuls | Buts marqués | Buts encaissés |
| Domicile  | 3                | 2         | 1        | 0           | 11           | 11             |
| Extérieur | 3                | 0         | 2        | 1           | 4            | 7              |
| Neutre    | 3                | 1         | 1        | 1           | 4            | 6              |
| Total     | 9                | 3         | 4        | 2           | 19           | 24             |

## Matchs et résultats
| Coupe internationale européenne 1948-1953 | Autriche                                    | 3 - 3   | Suisse                               | Praterstadion, Vienne                             |                                                   |
| 19 mars 1950 · Historique des rencontres  | Ocwirk 11e · Körner 14e · Decker 32e (pen.) | (3 - 1) | 41e Fatton · 51e Tamini · 86e Oberer | Spectateurs : 62 000 Arbitrage : Giovanni Galeati | Spectateurs : 62 000 Arbitrage : Giovanni Galeati |
| 19 mars 1950 · Historique des rencontres  | Rapport                                     |         |                                      | Spectateurs : 62 000 Arbitrage : Giovanni Galeati | Spectateurs : 62 000 Arbitrage : Giovanni Galeati |

| Match amical                                      | Écosse                               | 3 - 1   | Suisse      | Hampden Park, Glasgow                           |                                                 |
| 26 avril 1950 · 15h00 · Historique des rencontres | Bauld 10e · Campbell 38e · Brown 44e | (3 - 1) | 21e Antenen | Spectateurs : 123 751 Arbitrage : George Reader | Spectateurs : 123 751 Arbitrage : George Reader |
| 26 avril 1950 · 15h00 · Historique des rencontres | Rapport                              |         |             | Spectateurs : 123 751 Arbitrage : George Reader | Spectateurs : 123 751 Arbitrage : George Reader |

| Match amical                             | Suisse  | 0 - 4   | Yougoslavie                                                 | Wankdorf, Berne                              |                                              |
| 11 juin 1950 · Historique des rencontres |         | (0 - 3) | 14e Čajkovski · 39e Tomašević · 39e Bobek · 89e Atanacković | Spectateurs : 17 000 Arbitrage : Louis Baert | Spectateurs : 17 000 Arbitrage : Louis Baert |
| 11 juin 1950 · Historique des rencontres | Rapport |         |                                                             | Spectateurs : 17 000 Arbitrage : Louis Baert | Spectateurs : 17 000 Arbitrage : Louis Baert |

| Coupe du monde 1950 - Groupe A                   | Yougoslavie                              | 3 - 0   | Suisse | Estadio Independencia, Belo Horizonte            |                                                  |
| 25 juin 1950 · 18h00 · Historique des rencontres | Mitić 59e · Tomašević 70e · Ognjanov 84e | (0 - 0) |        | Spectateurs : 7 336 Arbitrage : Giovanni Galeati | Spectateurs : 7 336 Arbitrage : Giovanni Galeati |
| 25 juin 1950 · 18h00 · Historique des rencontres | Rapport                                  |         |        | Spectateurs : 7 336 Arbitrage : Giovanni Galeati | Spectateurs : 7 336 Arbitrage : Giovanni Galeati |

| Coupe du monde 1950 - Groupe A                   | Brésil                    | 2 - 2   | Suisse         | Stade Pacaembu, São Paulo                        |                                                  |
| 28 juin 1950 · 18h00 · Historique des rencontres | Alfredo 3e · Baltazar 32e | (2 - 1) | 17e 88e Fatton | Spectateurs : 42 032 Arbitrage : Ramon Azon Roma | Spectateurs : 42 032 Arbitrage : Ramon Azon Roma |
| 28 juin 1950 · 18h00 · Historique des rencontres | Rapport                   |         |                | Spectateurs : 42 032 Arbitrage : Ramon Azon Roma | Spectateurs : 42 032 Arbitrage : Ramon Azon Roma |

| Coupe du monde 1950 - Groupe A             | Mexique     | 1 - 2   | Suisse                  | Stade Ildo Meneghetti, Porto Alegre         |                                             |
| 2 juillet 1950 · Historique des rencontres | Casarín 89e | (0 - 2) | 10e Bader · 44e Antenen | Spectateurs : 3 580 Arbitrage : Ivan Eklind | Spectateurs : 3 580 Arbitrage : Ivan Eklind |
| 2 juillet 1950 · Historique des rencontres | Rapport     |         |                         | Spectateurs : 3 580 Arbitrage : Ivan Eklind | Spectateurs : 3 580 Arbitrage : Ivan Eklind |

| Match amical                                | Suisse                                                     | 7 - 5   | Pays-Bas                                                                    | Rankhof, Bâle                                     |                                                   |
| 15 octobre 1950 · Historique des rencontres | Friedländer 15e 56e · Antenen 44e 56e · Fatton 72e 76e 88e | (2 - 2) | 25e Clavan · 42e (csc) Bocquet · 46e Rijvers · 57e van Melis · 74e de Graaf | Spectateurs : 23 200 Arbitrage : Generoso Dattilo | Spectateurs : 23 200 Arbitrage : Generoso Dattilo |
| 15 octobre 1950 · Historique des rencontres | Rapport                                                    |         |                                                                             | Spectateurs : 23 200 Arbitrage : Generoso Dattilo | Spectateurs : 23 200 Arbitrage : Generoso Dattilo |

| Match amical                                 | Suisse                                         | 4 - 2   | Suède                           | Les Charmilles, Genève                              |                                                     |
| 12 novembre 1950 · Historique des rencontres | Friedländer 20e · Antenen 22e · Fatton 53e 65e | (2 - 1) | 24e Palmér · 48e (pen.) Leander | Spectateurs : 25 000 Arbitrage : Karel van der Meer | Spectateurs : 25 000 Arbitrage : Karel van der Meer |
| 12 novembre 1950 · Historique des rencontres | Rapport                                        |         |                                 | Spectateurs : 25 000 Arbitrage : Karel van der Meer | Spectateurs : 25 000 Arbitrage : Karel van der Meer |

| Match amical                                 | Allemagne de l'Ouest | 1 - 0   | Suisse | Neckarstadion, Stuttgart                       |                                                |
| 22 novembre 1950 · Historique des rencontres | Burdenski 42e (pen.) | (1 - 0) |        | Spectateurs : 102 000 Arbitrage : Arthur Ellis | Spectateurs : 102 000 Arbitrage : Arthur Ellis |
| 22 novembre 1950 · Historique des rencontres | Rapport              |         |        | Spectateurs : 102 000 Arbitrage : Arthur Ellis | Spectateurs : 102 000 Arbitrage : Arthur Ellis |